# Veliko Selo (miasto Loznica)
Veliko Selo (cyr. Велико Село) – wieś w Serbii, w okręgu maczwańskim, w mieście Loznica. W 2011 roku liczyła 418 mieszkańców.